# 萊克伊利比奇 (紐約州)
萊克伊利比奇（英語：Lake Erie Beach）是位於美國紐約州伊利縣的普查規定居民點。

## 人口
根據2020年美國人口普查的數據，萊克伊利比奇的面積為9.90平方千米，皆為陸地。當地共有人口3467人，而人口密度為每平方千米350.2人。